# كيفن ويكهام
كيفن ويكهام (بالإنجليزية: Kevin Wickham)‏ هو مجدف أسترالي، ولد في 21 يوليو 1939.

## وصلات خارجية
- كيفن ويكهام على موقع الاتحاد الدولي للتجديف (الإنجليزية)
- كيفن ويكهام على موقع اللجنة الأولمبية الدولية (الإنجليزية)
- كيفن ويكهام على موقع أوليمبيديا (الإنجليزية)
- كيفن ويكهام على موقع اللجنة الأولمبية الأسترالية (الإنجليزية)